# Серіку
Серіку (рум. Sericu) — село у повіті Телеорман в Румунії. Входить до складу комуни Блежешть.
Село розташоване на відстані 55 км на захід від Бухареста, 36 км на північ від Александрії, 129 км на схід від Крайови.

## Населення
За даними перепису населення 2002 року у селі проживали 462 особи, усі — румуни. Усі жителі села рідною мовою назвали румунську.